# The Best of Me (film)
The Best of Me is een Amerikaanse romantische dramafilm uit 2014 onder regie van Michael Hoffman. De film is gebaseerd op de gelijknamige roman van Nicholas Sparks uit 2011.

## Verhaal
Dawson en Amanda waren verliefd op elkaar op de middelbare school, voor hen een gouden periode uit hun leven. Eenentwintig jaar later ontmoeten ze elkaar door toeval weer. Dawson verklaart opnieuw zijn liefde aan haar, maar ze wijst hem af omdat ze intussen getrouwd is en een kind heeft. Wanneer ze later toch haar man verlaat, belt ze Dawson en laat ze een voicemail achter. Dawson heeft echter problemen met zijn broers en eindigt bijna onder een trein. Hij slaat zijn broers neer en belt 911, maar wordt door zijn van hem vervreemde vader doodgeschoten. Op datzelfde moment heeft Amanda’s zoon een ongeval, dat hij overleeft dankzij een donorhart. Een jaar later komen Amanda en haar zoon erachter dat het hart aan Dawson Cole toebehoorde.

## Rolverdeling
| Acteur            | Personage       |
| ----------------- | --------------- |
| James Marsden     | Dawson Cole     |
| Luke Bracey       | De jonge Dawson |
| Michelle Monaghan | Amanda Collier  |
| Liana Liberato    | De jonge Amanda |
| Sebastian Arcelus | Frank Reynolds  |
| Gerald McRaney    | Tuck            |
| Jon Tenney        | Harvey Collier  |
| Caroline Goodall  | Evelyn          |
| Ian Nelson        | Jared           |

## Productie
In juni 2011 verkreeg Warner Bros. de filmrechten van het boek en op 15 maart 2012 werd door de studio bekendgemaakt dat scenarioschrijver J. Mills Goodloe de boekbewerking ging uitvoeren. Het filmen begon op 6 maart 2014 in New Orleans en duurde 42 dagen. De film werd negatief onthaald door de critici en middelmatig door de toeschouwers.